# Aframomum thonneri
Aframomum thonneri är en enhjärtbladig växtart som beskrevs av De Wild. Aframomum thonneri ingår i släktet Aframomum och familjen Zingiberaceae.
Artens utbredningsområde är Kongo-Kinshasa. Inga underarter finns listade i Catalogue of Life.